# Paterson (Zuid-Afrika)
Paterson is een plaats in de Zuid-Afrikaanse provincie Oost-Kaap.
Paterson telt 230 inwoners.

## Subplaatsen
Het nationaal instituut voor de statistiek, Stats SA, deelt sinds de census 2011 deze hoofdplaats in in zogenaamde subplaatsen (sub place), c.q. slechts één subplaats:
Paterson SP.